# Индијан Ривер Естејтс (Флорида)
Индијан Ривер Естејтс (енгл. Indian River Estates) насељено је место без административног статуса у америчкој савезној држави Флорида.

## Демографија
По попису из 2010. године број становника је 6.220, што је 427 (7,4%) становника више него 2000. године.
| Група             | 2000.         | 2010.         |
| Белци             | 5.361 (92,5%) | 5.506 (88,5%) |
| Афроамериканци    | 134 (2,3%)    | 192 (3,1%)    |
| Азијати           | 27 (0,5%)     | 41 (0,7%)     |
| Хиспаноамериканци | 205 (3,5%)    | 391 (6,3%)    |
| Укупно            | 5.793         | 6.220         |